# Onthophagus subopacus
Onthophagus subopacus är en skalbaggsart som beskrevs av Robinson 1940. Onthophagus subopacus ingår i släktet Onthophagus och familjen bladhorningar. Inga underarter finns listade i Catalogue of Life.